# レフィク・コルアルタン

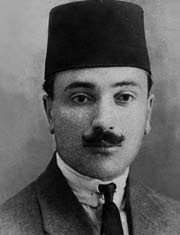
コルアルタン（1920年）

レフィク・コルアルタン（Refik Koraltan, 1890年 - 1974年6月17日）は、トルコの官僚、政治家。1950年代にトルコ大国民議会議長を務めた。

## 来歴
オスマン帝国のディヴリーイに生まれる。1914年にイスタンブール大学法学部を卒業し、官僚となる。検事や治安維持担当の官僚を経て、トルコ革命に参加。コンヤで活動し、トルコ大国民議会議員にコンヤ選挙区から選出された。1935年まで国会議員を続ける。
1936年から1938年までアルトヴィン県知事、1938年から1939年までトラブゾン県知事、1939年から1942年までブルサ県知事を務める。1942年、ブルサ県議会議員選挙に立候補して当選。1946年に民主党の設立に参画。1950年5月の選挙に当選し、大国民議会議長に選出された。
1960年に軍部青年将校がクーデターを起こすと、コルアルタンも逮捕されヤスアダ監獄に収監された。有罪判決を受けたがのちに恩赦により釈放され、隠退生活を送った。イスタンブールで死去した。